# بیرینجی می (شهرستان قره‌کولجه)
بیرینجی می (به لاتین: Pervoye Maya) یک منطقهٔ مسکونی در قرقیزستان است که در شهرستان قره‌کولجه واقع شده‌است. بیرینجی می ۶٬۳۵۹ نفر جمعیت دارد و ۱٬۵۱۰ متر بالاتر از سطح دریا واقع شده‌است.